# Traité de Paris (1898)
Pour les articles homonymes, voir traité de Paris.
 (décembre 2022).
Le traité de Paris de 1898 signé entre l'Espagne et les États-Unis le 10 décembre 1898 met fin officiellement à la guerre hispano-américaine. Il est ratifié par le Sénat américain le 6 février 1899,.

## Contexte
La guerre hispano-américaine, commencée le 25 avril 1898, à la suite d'une « escalade » des différends opposant les États-Unis et l'Espagne, s'achève le 10 décembre 1898 avec les négociations du traité de Paris, qui marque la perte par l'Espagne de ce qui lui restait de son empire d'outre-mer.
Depuis les années 1890, l'isolationnisme américain venant de la doctrine Monroe perd en intensité. Les États-Unis cherchent à ouvrir de nouveaux marchés dans une idée d'expansion économique, comme avec Cuba qu'ils déclarent soutenir officiellement dans sa volonté d'indépendance en 1896.

## Contenu du traité
« Le Président des États-Unis d'Amérique et Sa Majesté la Reine Régente d'Espagne au nom de son Auguste Fils, Don Alphonse XIII, désirant mettre fin à l'état de guerre existant à présent entre leurs deux pays, ont, dans ce but désigné comme plénipotentiaires :
Le président des États-Unis : 

William R. Day,
Cushman K. Davis,
William P. Frye,
George Gray
et Whitelaw Reid, citoyens des États-Unis
Et Sa Majesté la Reine Régente d'Espagne :

Don Eugenio Montero Ríos, président du Sénat ;

Don Buenaventura de Abarzuza, Sénateur du Royaume, ancien ministre de la Couronne ;

Don José de Garnica, député aux Cortès, magistrat de la Cour suprême ;

Don Wenceslao Ramírez de Villa-Urrutia, envoyé extraordinaire et ministre plénipotentiaire à Bruxelles ;

et Don Rafael Cerero, général de division ;

Lesquels, s'étant réunis à Paris et ayant échangé leurs pleins pouvoirs, qui ont été trouvés en bonne et due forme, sont, après discussion des matières à traiter, convenus des articles suivants :

### Article 1er
L'Espagne abandonne tout droit et titre de souveraineté sur Cuba.
Et comme l'île, lors de son évacuation par l'Espagne, doit être occupée par les États-Unis, les États-Unis, aussi longtemps que cette occupation doit durer, assureront et exerceront les obligations, qui peuvent résulter, en vertu du droit international, du fait de leur occupation, pour la protection de la vie et des propriétés.

### Article 2
L'Espagne cède aux États-Unis l'île de Porto-Rico et autres îles à présent sous la souveraineté de l'Espagne dans les Indes occidentales et l'île de Guam dans les Mariannes ou Larrons.

### Article 3
L'Espagne cède aux États-Unis l'archipel connu sous le nom d'Îles Philippines, et comprenant les îles situées dans l'intérieur de la ligne suivante : une ligne qui va de l'Ouest à l'Est, près du 20e parallèle de latitude Nord, à travers le milieu du canal navigable de Bachi, du 118e au 127e degré de longitude Est de Greenwich ; de là longe le 127e degré méridien de longitude Est de Greenwich, jusqu'au parallèle 4 degrés 45 minutes de latitude Nord ; de là suit le parallèle 4 degrés 45 minutes de latitude Nord jusqu'à son intersection avec le méridien 119 degrés 35 minutes de longitude Est de Greenwich ; puis suit le méridien 119 degrés 35 minutes de longitude Est de Greenwich jusqu'au parallèle 7 degrés 40 minutes de latitude Nord ; de là suit le parallèle 7 degrés 40 minutes de latitude Nord jusqu'à son intersection avec le méridien 116 degrés de longitude Est de Greenwich ; de là rejoint par une ligne droits l'intersection du 10e degré parallèle de latitude Nord avec le 118e degré méridien de longitude Est de Greenwich ; et de là suit le 118e degré méridien de latitude Est de Greenwich jusqu'au point où commence la présente démarcation. 
Les États-Unis paieront à l'Espagne la somme de 20.000.000 de dollars dans le délai de trois mois après l'échange des ratifications du présent traité.

### Article 4
Les États-Unis, pendant le terme de dix ans à partir de la date de l'échange des ratifications du présent traité, admettront les vaisseaux et les marchandises de l'Espagne dans les ports des îles Philippines sur le même pied que les vaisseaux et marchandises des États-Unis.

### Article 5
Les États-Unis, dès la signature du présent Traité, renverront en Espagne, à leurs propres frais, les soldats espagnols faits prisonniers de guerre lors de la prise de Manille par les troupes américaines. Les armes des soldats en question leur seront rendues.
L'Espagne, dès l'échange des ratifications du présent traité, procédera à l'évacuation des Philippines, aussi bien que de l'île de Guam, dans les mêmes conditions que celles convenues par les commissaires désignés pour régler l'évacuation de Porto-Rico et autres îles dans les Indes occidentales, en vertu du protocole du 12 août 1898, qui demeurera en vigueur jusqu'à ce que ses conditions soient entièrement exécutées.
L'époque à laquelle l'évacuation des îles Philippines et de Guam devra être achevée sera fixée par les deux gouvernements. Les drapeaux, vaisseaux de guerre non capturés, armes à feu, canons de tout calibre, avec leurs affûts et accessoires, poudre, munitions, attelages et matériel et fournitures de toute sorte, appartenant aux forces de terre et de mer de l'Espagne, dans les Philippines et à Guam, demeurent la propriété de l'Espagne. Les pièces de grosse artillerie, à l'exclusion de celles de campagne se trouvant dans les fortifications et ouvrages de défense des côtes, demeureront dans leurs emplacements pendant le terme de six mois, à compter de l'échange des ratifications du Traité ; et les États-Unis pourront, dans l'intervalle, acquérir le matériel de l'Espagne, si un accord satisfaisant à ce sujet entre les deux gouvernements peut être obtenu.

### Article 6
L'Espagne, dès la signature du présent Traité, remettra en liberté tous les prisonniers de guerre, et toutes les personnes détenues et emprisonnées pour délit politique, en rapport avec les insurrections de Cuba et des Philippines et la guerre avec les États-Unis.
Réciproquement, les États-Unis remettront en liberté toutes les personnes faites prisonnières de guerre par les forces américaines, et se chargeront d'obtenir la mise en liberté de tous les prisonniers espagnols se trouvant dans les mains des insurgés de Cuba et des Philippines.
Le Gouvernement des États-Unis renverra à ses propres frais en Espagne, et le Gouvernement espagnol renverra à ses propres frais aux États-Unis, à Cuba, Porto-Rico et aux Philippines, suivant la situation de leurs foyers respectifs, les prisonniers qu'ils remettront ou feront remettre en liberté, respectivement, en vertu de cet article.

### Article 7
Les États-Unis et l'Espagne abandonneront réciproquement tout droit à indemnité, national et individuel, de toute nature, de l'un des deux gouvernements ou de ses citoyens ou sujets sur l'autre Gouvernement, qui pourrait être né depuis le commencement de la dernière insurrection à Cuba et antérieurement à l'échéance des ratifications du présent Traité, y compris tout droit à une indemnité pour les frais de la guerre.
Les États-Unis examineront et régleront les réclamations de leurs citoyens contre l'Espagne, auxquelles ils renoncent par cet article.

### Article 8
En conformité des stipulations des articles 1, 2 et 3 du présent Traité, l'Espagne abandonne à Cuba et cède à Porto-Rico et dans les autres îles des Indes occidentales, dans l'île de Guam et dans l'archipel des Philippines, tous les bâtiments, quais, casernes, forts, édifices, voies publiques et autre propriété immeuble, qui, conformément à la loi, appartiennent au domaine public, et comme tel, appartiennent à la couronne d'Espagne.
Et il est par les présentes déclaré que la renonciation ou cession, suivant le cas, auquel le précédent paragraphe se rapporte ne pourra, à aucun égard, préjudicier à la propriété ou aux droits qui, d'après la loi, appartiennent à la paisible possession de la propriété de toute nature, des provinces, municipalités, établissements publics ou privés, corps ecclésiastiques ou civils, ou toute autre association ayant capacité légale d'acquérir ou de posséder dans les susdits territoires abandonnés ou cédés, ou des simples particuliers, de quelque nationalité que ces individus puissent être.
La susdite renonciation ou cession, suivant le cas, comprend tous les documents se rapportant exclusivement à la souveraineté abandonnée ou cédée, qui peuvent exister dans les Archives de la Péninsule. Si quelque document dans lesdites Archives se rapporte seulement partiellement à la dite souveraineté, une copie de cette partie sera fournie toutes les fois que cela sera demandé. De semblables règles seront réciproquement observées en faveur de l'Espagne à l'égard des documents se trouvant dans les Archives des îles ci-dessus mentionnées.
Dans ladite renonciation ou cession, suivant le cas, sont aussi compris les droits que la couronne d'Espagne et ses autorités possèdent à l'égard des Archives et dépôts officiels, exécutifs aussi bien que judiciaires, dans les îles ci-dessus mentionnées, qui sont relatifs aux dites îles, aussi bien qu'aux droits et aux propriétés de leurs habitants. Ces Archives et dépôts devront être soigneusement conservés, et les personnes privées sans distinction auraient le droit de réclamer, conformément aux lois, des copies authentiques des contrats, testaments et autres instruments formant partie des minutes ou dossiers notariaux, ou qui peuvent être contenus dans les Archives exécutives ou judiciaires, que ces dernières soient en Espagne ou dans les îles susdites.

### Article 9
Les sujets espagnols, natifs de la Péninsule, résidant dans le territoire sur lequel l'Espagne, par le présent traité, abandonne ou cède sa souveraineté, pourront rester dans ledit territoire, ou pourront s'en éloigner, en conservant, dans chaque cas, tous leurs droits de propriété, y compris celui de vendre ces propriétés ou leurs produits ou d'en disposer ; et ils auront aussi le droit de continuer d'exercer leurs industrie, commerce et professions, étant soumis à cet égard aux lois qui sont applicables aux autres étrangers. Dans le cas où ils resteront dans ce territoire, ils pourront conserver leur allégeance à la couronne d'Espagne en faisant, devant une cour d'enregistrement, dans le délai d'un an à dater de l'échange des ratifications du présent Traité, une déclaration de leur décision de conserver cette allégeance ; faute de cette renonciation, ils seront considérés comme y ayant renoncé et avoir adopté la nationalité du territoire dans lequel ils se trouveront résider.
Les droits civils et la situation politique des habitants indigènes des pays cédés par le présent aux États-Unis seront fixés par le Congrès.

### Article 10
Les habitants des territoires sur lesquels l'Espagne abandonne ou cède sa souveraineté auront le libre exercice de leur religion garanti.

### Article 11
Les Espagnols résidant dans les territoires sur lesquels l'Espagne, par le présent Traité, cède ou abandonne sa souveraineté, seront soumis en matière civile aussi bien que criminelle, à la juridiction des tribunaux du pays où ils résident, conformément aux lois ordinaires régissant celui-ci ; et ils auront le droit de comparaître devant ces tribunaux, et de suivre la même procédure que les citoyens du pays auxquels les tribunaux appartiennent.

### Article 12
Les actions judiciaires pendantes au moment de l'échange des ratifications du présent Traité dans les territoires sur lesquels l'Espagne abandonne ou cède sa souveraineté seront terminées suivant les règles suivantes :

1° Les jugements rendus, soit en matière civile entre des particuliers, soit en matière criminelle, ayant la date mentionnée, et à l'égard desquels il n'y a pas de recours ou de droit d'appel d'après la loi espagnole, seront tenus pour définitifs et seront exécutés en due forme par l'autorité compétente dans le territoire dans lequel de tels jugements devront avoir leur effet ;
2° Les actions civiles entre particuliers qui ne seront pas terminées à la date mentionnée devront être poursuivies jusqu'à jugement devant le tribunal où elles se trouveront pendantes ou devant le tribunal qui pourra leur être substitué ;
3° Les actions criminelles pendantes à la date mentionnée devant la Cour suprême d'Espagne contre des citoyens du territoire qui par le présent Traité cesse d'être espagnol continueront sous sa juridiction jusqu'à jugement définitif ; mais, un tel jugement ayant été rendu, l'exécution en sera confiée à l'autorité compétente de l'endroit où le cas s'est produit.

### Article 13
Les droits d'auteurs et les brevets acquis par des Espagnols dans l'île de Cuba et à Porto-Rico, aux Philippines et dans les autres territoires cédés, à l'époque de l'échange des ratifications du présent Traité, continueront d'être respectés. Les ouvrages scientifiques littéraires et artistiques espagnols, non subversifs de l'ordre public dans les territoires en question, continueront d'être admis libres de droits dans lesdits territoires pour la période de dix ans, à compter de la date de l'échange des ratifications du présent Traité.

### Article 14
L'Espagne aura le pouvoir d'établir des agents consulaires dans les ports et places des territoires, sur lesquels elle a soit abandonné soit cédé sa souveraineté par le présent Traité.

### Article 15
Le Gouvernement de chaque pays, pendant le terme de dix ans, accordera aux vaisseaux marchands de l'autre pays le même traitement à l'égard de tous les frais de port, y compris les droits d'entrée et de congé, droits de phare et taxes de tonnage, qu'il accorde à ses propres vaisseaux marchands, non employés au cabotage.
Cet article pourra prendre fin en tout temps par un avertissement donné six mois d'avance par un Gouvernement à l'autre.

### Article 16
Il est entendu que toutes les obligations assumées dans le présent Traité par les États-Unis relativement à Cuba sont limitées au temps qui l'occuperont ; mais, à l'expiration de cette occupation, ceux-ci recommandent à tout Gouvernement établi dans l'île d'assumer les mêmes obligations.

### Article 17
Le présent Traité sera ratifié par le Président des États-Unis, par et avec l'avis et consentement du Sénat, et par Sa Majesté la Reine Régente d'Espagne, et les ratifications devront en être échangées à Washington dans le délai de six mois à dater de la présente date, ou plus tôt si possible.
En foi de quoi, nous, les plénipotentiaires respectifs, avons signé le présent Traité et y avons apposé nos sceaux.

Fait en double exemplaire à Paris, le dixième jour de décembre, l'an de Notre Seigneur 1898.
Eugenio Montero Ríos

B. De Abarzuza

J. De Garnica

W. R. De Villa Urrutia

Rafael Cerero

William R. Day

Cushman K. Davis

Wm. P. Frye

Geo. Gray

Whitelaw Reid ».

## Ratification du traité
La ratification du traité a fait l'objet d'un certain nombre d'objections, tant en Espagne qu'aux États-Unis :

### En Espagne

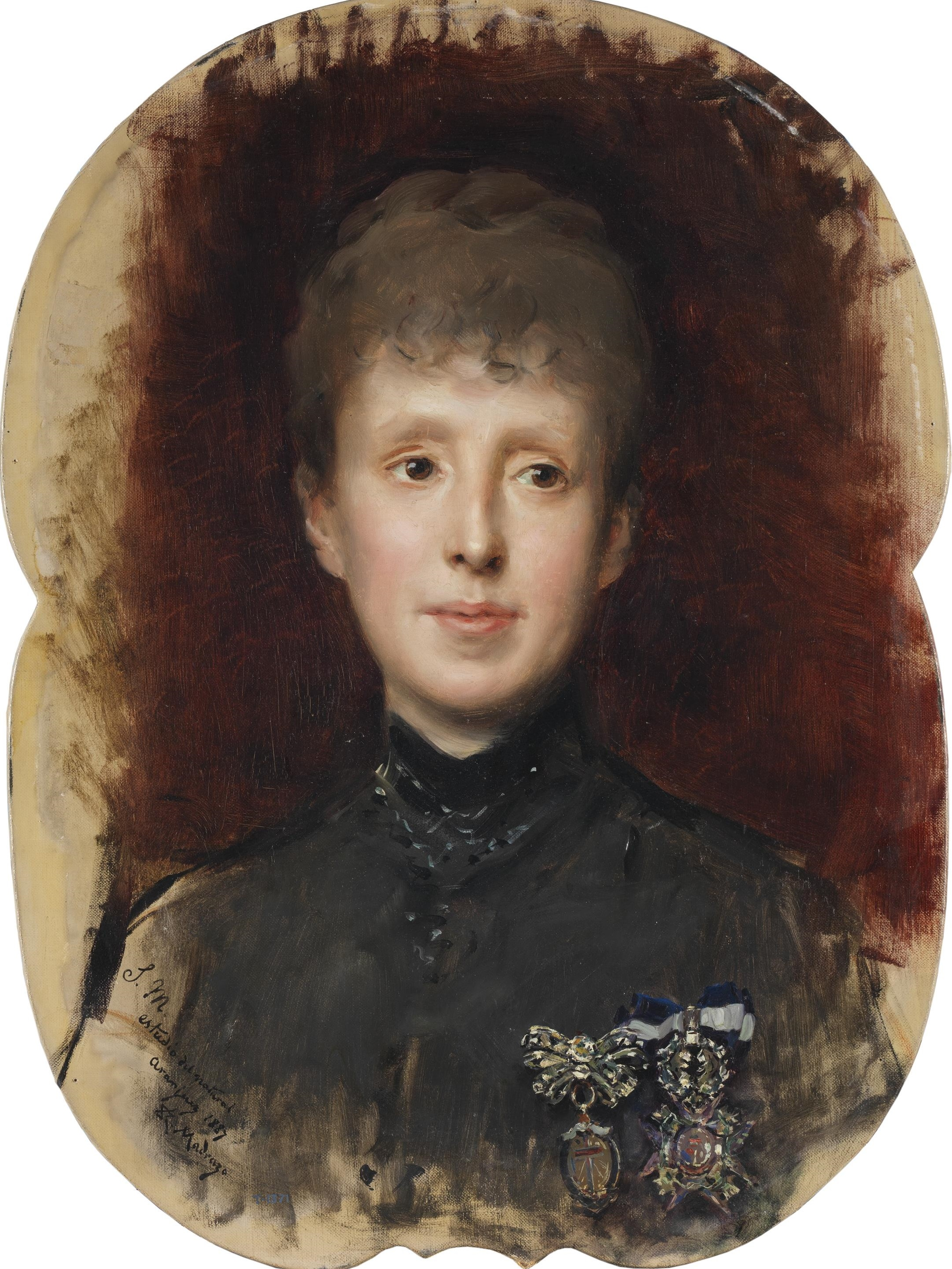
La Reine régente Marie-Christine d'Autriche, signataire pour l'Espagne du traité de Paris.

Bien que les Cortes aient refusé de ratifier le traité, la Reine régente Marie-Christine d'Autriche le signa néanmoins, ce à quoi l'autorisait une clause de la Constitution espagnole d'alors.

### Aux États-Unis

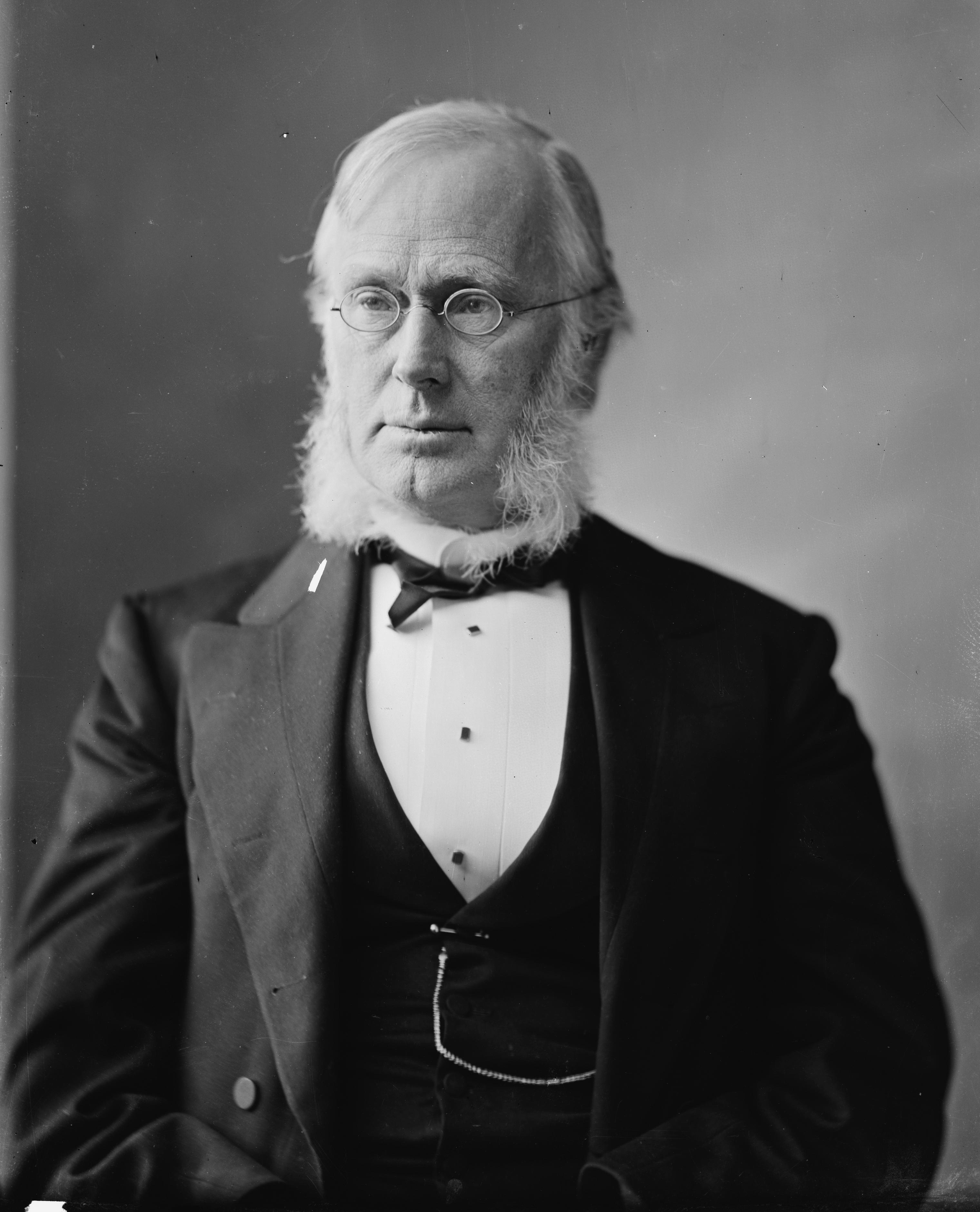
Le sénateur républicain George Frisbie Hoar, fermement opposé à la ratification du traité.

Plusieurs écoles de pensée se sont affrontées au sujet de la ratification de ce traité au Sénat des États-Unis, en relation avec la naissance d'un impérialisme américain.
Du côté des républicains, on était généralement favorable à la ratification ; parmi les opposants républicains, certains s'opposaient spécifiquement à la clause concernant l'acquisition des Philippines.
Les démocrates étaient eux aussi généralement en faveur de la ratification, en particulier au Sud. Une minorité de démocrates étaient également favorables au traité, d'une part pour mettre fin à la guerre et de l'autre pour accorder leur indépendance aux Philippines et à Cuba.
Les sénateurs George Frisbie Hoar (en) (républicain) et George Graham Vest (démocrate) étaient résolument opposés au traité, le premier affirmant que « ce traité fera de nous un empire vulgaire, commun, dirigeant des races assujetties et des États vassaux, dans lesquels une classe devra éternellement régner, et d'autres classes éternellement obéir ».
Certains des opposants au traité affirmaient que celui-ci conduisait les États-Unis vers la constitution d'un empire, violant ainsi les fondations mêmes de la Constitution des États-Unis : ils soutenaient en effet que ni le Congrès ni le Président n'avaient le pouvoir d'imposer des lois à des peuples colonisés qui n'étaient pas représentés par des législateurs. Les partisans de l'expansion et donc du traité soutenaient, de leur côté, que la Constitution des États-Unis ne s'appliquaient qu'aux seuls citoyens des États-Unis ; la Cour suprême confirma plus tard cette opinion lors des Insular Cases (en) de 1901.
Le traité a finalement été ratifié le 6 février 1899, par 57 voix contre 27, soit par une voix seulement de plus que la majorité des deux tiers qui était requise.
La législation américaine qui suit ce traité aboutit à créer un ensemble de particularités relatives à la citoyenneté des habitants de Porto Rico. Le Foraker Act (en) de 1900 dispose que les sujets espagnols nés à Porto Rico avant le 11 avril 1899 deviennent des citoyens de Porto Rico. Puis, le Jones–Shafroth Act (en) de 1917 fait d'eux des citoyens des États-Unis sans supprimer la citoyenneté de Porto Rico, créant ainsi une situation complexe où coexistent deux nationalités.

## Clauses territoriales
Elle se conclut par la perte par l'Espagne de :
- Ses dernières colonies de l'empire espagnol d'Amérique.

1. Indépendance de Cuba (dans les faits instauration d'un protectorat américain avec l'amendement Platt) ; Cuba cédera rapidement à perpétuité l'enclave de Guantanamo[8].
2. Cession de Porto Rico aux États-Unis.

- Ses principales colonies du Pacifique (le reste est perdu un an plus tard au profit de l'Allemagne avec le traité germano-espagnol de 1899).

1. Cession des Philippines (contre 20 millions de dollars) et de Guam aux États-Unis.

Le traité marque le début du pouvoir « colonial » des États-Unis avec l'extension de leur zone d'influence dans le bassin Caraïbes, en Amérique centrale et dans le Pacifique. Les relations difficiles entre les deux côtes américaines pendant le conflit accélèrent le projet du canal de Panama par le président William McKinley.

## Réactions
Aux Philippines où la république venait tout juste d'être instaurée, les nouvelles du traité firent scandales, car l'on y considérait toujours les États-Unis comme des alliés. En réalité, l'administration américaine refusa de reconnaître l'indépendance de la jeune république et de discuter avec Felipe Agoncillo, le représentant philippin à Paris, préférant prendre possession de la colonie.